# Malmudden
Malmudden est un quartier de Luleå, en Suède,.

## Description
Malmudden est géographiquement la partie la plus septentrionale de Svartölandet et est située au centre de Luleå, seul un pont sur le chemin de fer minéral et le canal étroit Skurholmskanalen sépare Malmudden et Svartön de la péninsule centrale et d'Innerstaden. 
En 1947, le promontoire, qui s'appelait alors Koudden, commença à être construit avec des immeubles d'habitation tant pour les prédécesseurs du service public Lulebo que pour les associations de copropriétés. Malmudden est l'un des plus petits quartiers de Luleå.
Malmudden est constitué à 100 % d'immeubles, la plupart construits dans les années 1940 et un sixième construit dans les années 1960.

## Transports
La ligne de bus 6 et des bus de nuit desservent le quartier.
| Ligne | Trajet                                      | Longueur | Arrêts | Réfs.   |
| ----- | ------------------------------------------- | -------- | ------ | ------- |
| 1     | Hertsön - Centrum - Hôpital de Sunderby     | 25,5 km  | 36-37  | Ligne 1 |
| 1     | Hôpital de Sunderby - Centrum - Hertsön     | 25,5 km  | 38-39  | Ligne 1 |
| 2     | Björkskatan - Centrum - Hôpital de Sunderby | 23 km    | 33     | Ligne 2 |
| 2     | Hôpital de Sunderby - Centrum - Björkskatan | 23 km    | 34     | Ligne 2 |
| 3     | Björkskatan - Centrum - Bergnäset           | 12 km    | 26     | Ligne 3 |
| 3     | Bergnäset - Centrum - Björkskatan           | 12 km    | 27     | Ligne 3 |
| 4     | Aéroport de Luleå - Centrum - Aurorum       | 16 km    | 28     | Ligne 4 |
| 4     | Aurorum - Centrum - Aéroport de Luleå       | 16 km    | 28     | Ligne 4 |
| 5     | Hertsön - Centrum - Aurorum                 | 16 km    | 32-33  | Ligne 5 |
| 5     | Aurorum - Centrum - Hertsön                 | 16 km    | 34-35  | Ligne 5 |